# Bactrocera melanopsis
Bactrocera melanopsis är en tvåvingeart som först beskrevs av Hardy 1982.  Bactrocera melanopsis ingår i släktet Bactrocera och familjen borrflugor. Inga underarter finns listade.